# If You Knew Suzi...
If You Knew Suzi... é o quinto álbum de estúdio da cantora americana Suzi Quatro, lançado no final de 1978, com data de copyright de 1979. Desde agosto de  2012   esse ainda era o álbum mais alto de Quatro nos Estados Unidos (chegou ao número 37 na Billboard 200).  O álbum também rendeu o maior hit single de Quatro nos EUA, um dueto com Chris Norman chamado "Stumblin' In" (que alcançou o número 4 nas paradas The Billboard Hot 100 e Billboard Adult Contemporary. Também tinha um cartaz publicitário no Sunset Boulevard.
Os créditos mostram que o álbum é uma produção multinacional: as faixas foram gravadas em Colônia (Alemanha), Paris (França) e Glendale (Califórnia). Foi então mixado na Califórnia e masterizado em Londres para ser distribuído por uma empresa sediada em Nova York.

## Lista de músicas
1. "Don't Change My Luck" (Chinn, Chapman) –  3:43
2. "Tired of Waiting" (Ray Davies) –  3:29
3. "Suicide" (Quatro, Len Tuckey) –  4:05
4. "Evie" (Harry Vanda, George Young) –  4:35
5. "The Race Is On" (Chinn, Chapman) –  4:02
6. "If You Can't Give Me Love" (Nicky Chinn, Mike Chapman) –  3:53
7. "Breakdown" (Tom Petty) –  3:24
8. "Non-Citizen" (Quatro, Tuckey) –  3:17
9. "Rock and Roll, Hoochie Koo" (Rick Derringer) –  3:24
10. "Wiser Than You" (Quatro, Tuckey) –  3:53

## Créditos
- Mike Chapman  –   produtor, escritor[2]
- Nicky Chinn  –   escritor
- Mike Deacon  –   teclados, piano, sintetizador, vocais de fundo
- Dave Neal  –   bateria, percussão, vocais de fundo
- Suzi Quatro  –   vocais principais, vocais secundários, baixo, congas, escritor
- Len Tuckey  –    guitarra rítmica, guitarra, vocal de apoio, escritor